# Бинарная гендерная система

Зеркало Венеры с щитом и копьем Марса, символизирующие два гендера — женский и мужской.

Бина́рная ге́ндерная систе́ма, ге́ндерная бина́рность (англ. gender binary), ге́ндерный бинари́зм (англ. gender binarism) — это способ общественного устройства, при котором пол и гендер разделяются на две отдельные и противоположные друг другу категории: мужчин и женщин. Это один из общих типов гендерных систем.
Бинарная модель предполагает, что «пол», «гендер» и «сексуальность» по умолчанию всегда находятся в соответствии. Например, если человеку при рождении приписан мужской пол, то от него ожидается маскулинная внешность, черты характера и поведение, а также гетеросексуальное влечение к «противоположному» полу. Один из главных механизмов, с помощью которых выстраивается такое соответствие, — это натурализация, то есть представление социальных процессов как природных и естественных. Бинарная гендерная система является господствующей в современном мире, хотя на протяжении истории существовали, а во многих культурах до сих пор продолжают существовать другие гендерные системы.

## Общие сведения
В бинарной гендерной системе общество разделяет людей на мужчин и женщин, приписывая им мужской или женский пол при рождении и ставя в соответствие приписанному полу определённую гендерную роль, идентичность и признаки. Гендерные роли формируют и накладывают ограничения на различные аспекты самовыражения людей: от выбора одежды до профессии. На укрепление и поддержание традиционных для данного общества гендерных ролей работают различные социальные институты: СМИ, религия, образовательная и политическая система. Существует мнение, что бинарная гендерная система — это способ упорядочивания социальной реальности, хотя некоторые авторы указывают на то, что она разделяет и поляризует общество.
В бинарной гендерной системе существуют исключения. Например, интерсекс-людям не может быть однозначно приписан мужской или женский пол, а у трансгендерных людей гендерная идентичность не совпадает с приписанным при рождении полом. Некоторые трансгендерные люди пересекают гендерные границы и относят себя к полу, который противоположен приписанному им при рождении. Идентичности других — например, бигендеров, агендеров, гендерквиров — выходят за рамки бинарной гендерной системы как таковой.
Некоторые бинарные люди лечатся от гендерной дисфории с помощью хирургии или гормонов, как мужчины и женщины.

## Ограничения
В современной науке собрано множество данных, которые свидетельствуют о том, что бинарная гендерная система не является ни естественной, ни единственно возможной, и что во многих отношениях она не функциональна. Например, некоторые исследователи указывают на то, что разделение по гендерному признаку часто является не самым значимым для людей и различий между людьми внутри каждой гендерной группы нередко намного больше, чем между этими группами. Многие исследователи также отмечают, что гендерные роли и ожидания, которые выдвигают людям различные социальные институты (например, гендерные требования, которые предъявляют ребёнку в семье и в школе), часто противоречивы и не сочетаемы между собой.
Многие исследователи также критически рассматривают присущее бинарной гендерной системе представление о том, что мужчины должны быть мужественными, а женщины — женственными. Они отмечают, что из-за этого люди, чьё самовыражение выходит за рамки приписанной им гендерной роли, подвергаются дискриминации. В действительности современные исследования показывают, что мужественность и женственность не универсальны и не имеют природных оснований — они конструируются обществом и зависят от политического и культурного контекста. Многие исследователи отмечают, что понятия «маскулинность» и «фемининность» предназначены для описания способов поведения и самовыражения и что их важно рассматривать отдельно от понятий «мужчина» и «женщина».

## Другие гендерные системы
На протяжении истории человечества существовало множество обществ, в которых гендерная система включала более чем два гендера. Например, гендерные системы многих коренных народов Северной Америки включали три или четыре гендера. У многих из этих народов существовало и существует до сих пор понятие «человек с двумя душами» (в терминологии западных антропологов — бердаши). К этой категории традиционно относятся гендерно-вариативные люди, которые пользуются в своих культурах уважением и признанием, а иногда выполняют особые роли в религиозных ритуалах. Небинарные или не строго бинарные гендерные системы также существуют в различных культурах Южной Америки, Азии (в частности хиджра в Индии, катой в Таиланде) и Африки. Как отмечают исследователи, во многих культурах, где сейчас господствует бинарная система, её утверждение и подавление традиционного гендерного разнообразия связано с западной колонизацией.